# St. Stephan (Wiffertshausen)

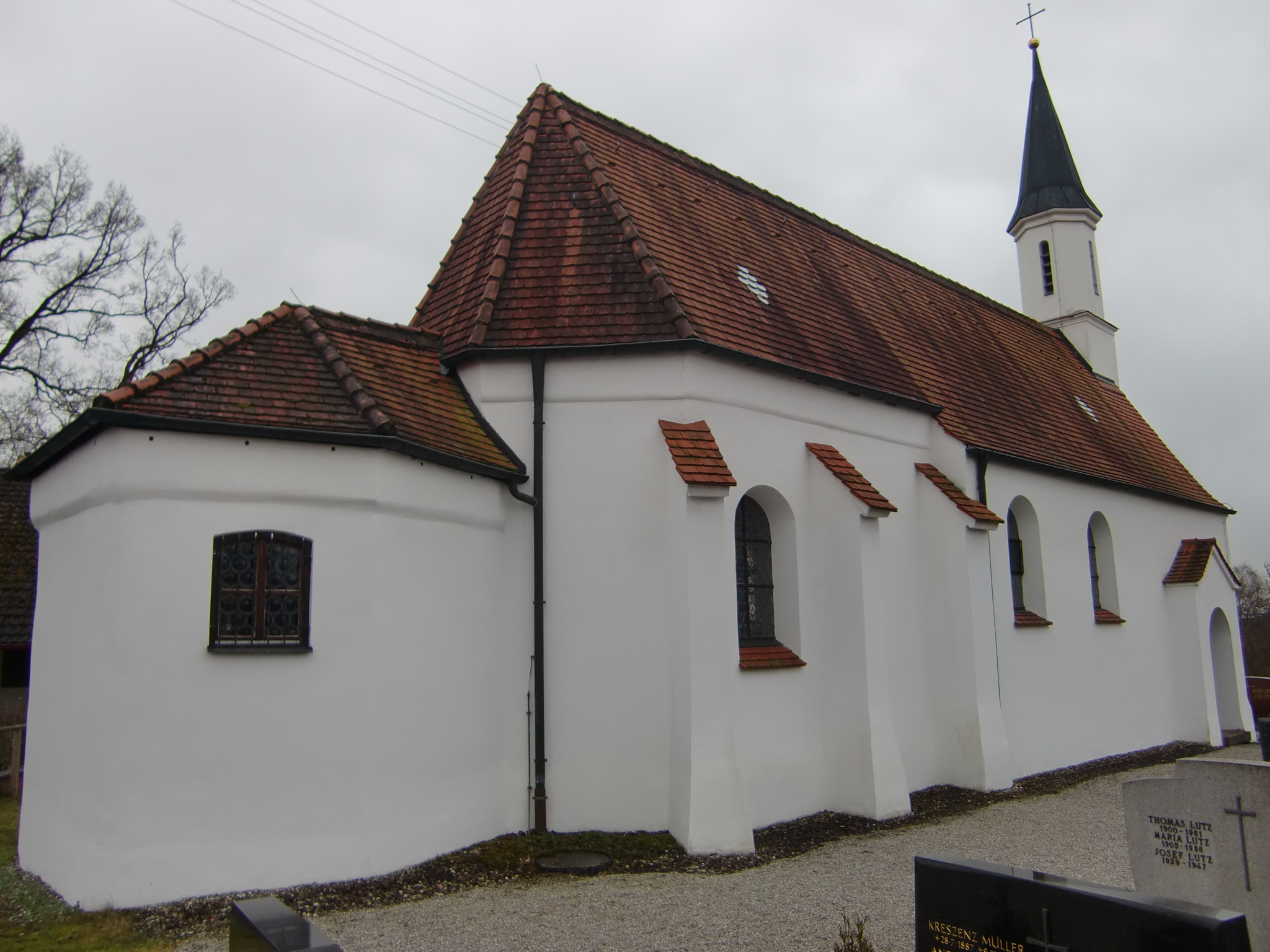
St. Stephan in Wiffertshausen

Die katholische Filialkirche St. Stephan ist ein Baudenkmal in Wiffertshausen bei Friedberg in Bayern.

## Geschichte
Die Grundmauern der dem heiligen Stephanus geweihten Kirche gehen auf die Zeit vor 900 zurück. Es wird vermutet, dass sich dort bereits in vorchristlicher Zeit eine Kultstätte befand. Bei einer Renovierung 1980/81 wurden die Grundmauern eines zweiten Baus um 1000 n. Chr. nachgewiesen, wobei es sich um einen Saalbau mit eingezogener, halbrunder Apsis handelte. Die Kirche wurde in Füllmauertechnik aus Ziegelverbund erbaut. In den Füllmauern wurden Reste römischer Deckziegel gefunden. Mittig im Boden des hinteren Drittels des Kirchenschiffes wurde der Unterbau eines Pfeilers nachgewiesen, welcher vermutlich eine Empore getragen hat, in der Pilger genächtigt haben könnten, was als Nachweis einer frühen Wallfahrt zur heiligen Afra im Felde beziehungsweise zu ihrem Grab in Augsburg gedeutet werden kann.
Der Chorraum des heutigen Baus ist gotisch, vermutlich aus dem 15. Jahrhundert. Im 18. Jahrhundert wurde das Langhaus erneuert und die Kirche barockisiert. 1868 wurde sie nach Westen hin verlängert und ein Dachreiter ergänzt.

## Baubeschreibung
Es handelt sich bei der Kirche um einen flachgedeckten Saalbau mit eingezogenem Chor, außen durch Strebepfeiler abgestützt, unter einer Stichkappentonne mit westlichem Dachreiter.

## Ausstattung
Der Maler der Deckenfresken um 1740/50 ist unbekannt; das Chorfresko stellt die Verherrlichung des heiligen Stephanus dar. Bedeutend ist die Ende des 15. Jahrhunderts entstandene spätgotische Figur des heiligen Stephanus im Hochaltar. Daneben finden sich Figuren des Erzengels Michael und des heiligen Franz Xaver von Johann Caspar Öberl um 1740.